# Interamna Lirenas

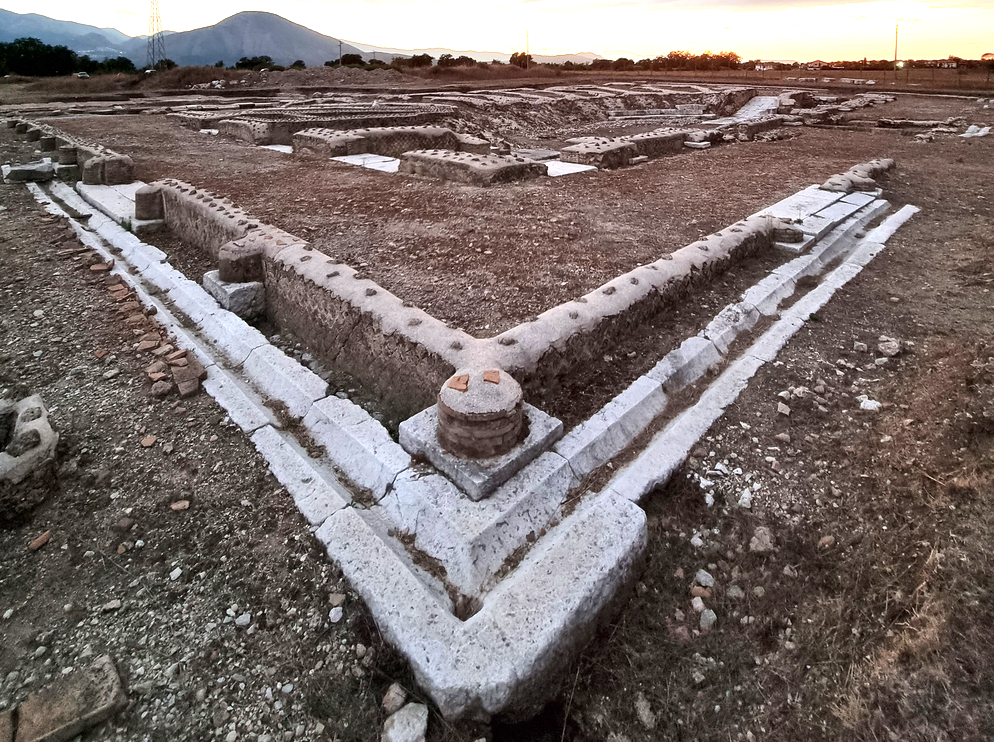
Teatro romano de Interamna Lirenas.

Interamna Lirenas fue una antigua colonia romana cerca de la actual Pignataro Interamna, en el sur de la provincia de Frosinone, Italia central.
Las excavaciones arqueológicas modernas en el lugar comenzaron en 2010.

## Historia
Interamna Lirenas fue fundada en el año 312 a. C. como colonia latina en las ager casinas, en la ruta de la Vía Latina. Estaba situada en la confluencia de los ríos Liri y Spalla Bassa, de ahí el nombre de "Interamna" (que significa "entre los ríos").
Interamna Lirenas sirvió de base militar durante las guerras samnitas, lo que condujo a su destrucción por los samnitas en 294 a. C. Fue asolada de nuevo por Aníbal en 212 a. C. Como más tarde se alió con Cartago, tras la derrota cartaginesa en Zama en 202 a. C. fue obligada por Roma a pagar fuertes tributos.
Se convirtió en municipium inscrito en la tribu Teretina, en el año 90 a. C. tras las Guerras Sociales, cuando su población pasó a ser ciudadana romana.
En el año 46 a. C., Julio César se convirtió en patronus de la ciudad, ya que su estratégica ubicación entre un río y una importante vía de comunicación la convertía en un concurrido nudo de la red regional, valioso para César durante las guerras civiles y una de las cuatro únicas ciudades conocidas que compartieron este privilegio. La ciudad recibió más veteranos asentados hacia el año 40 a. C.
Se pensaba que a principios de la época imperial había decaído y era un lugar relativamente atrasado debido a la falta de cerámica importada, pero recientes excavaciones sugieren que la ciudad siguió prosperando hasta bien entrado el siglo III, época en la que se creía que el Imperio romano se hallaba en un estado general de decadencia, unos 300 años más tarde de lo que se creía.
Finalmente desapareció durante el período de las invasiones bárbaras. Según la tradición, sus habitantes fundaron Pignataro en un lugar cercano y en la Edad Media el lugar fue ocupado por el castillo de 'Teramen' o 'Termine'. En el yacimiento se han conservado numerosas inscripciones y se conservan algunos restos de la Antigüedad.

## Arqueología

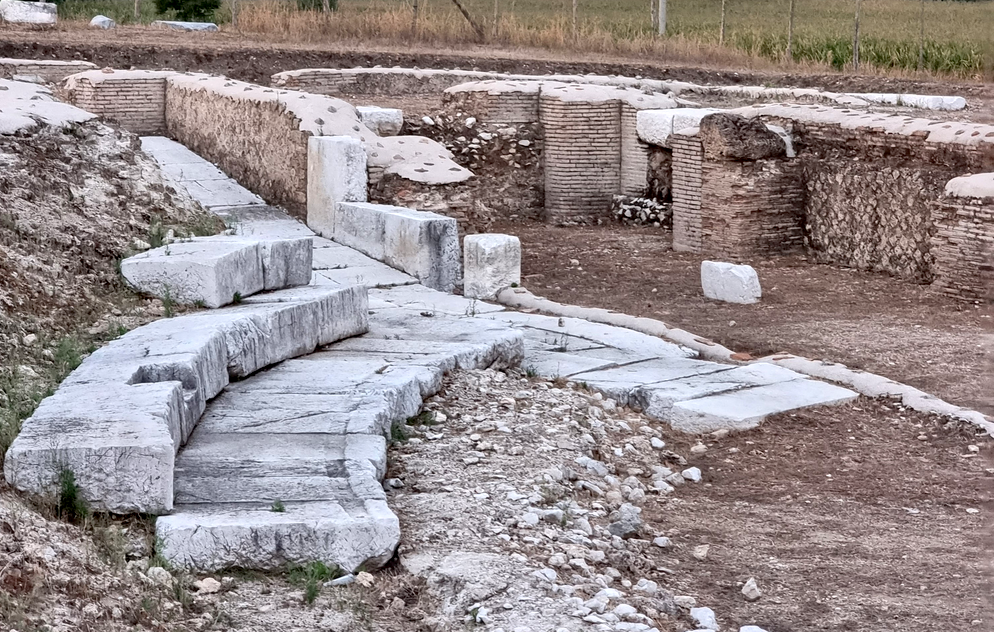
Restos del teatro de Interamna Lirenas.

Los restos excavados incluyen un raro teatro techado, revestido con mármoles exóticos del Mediterráneo central y oriental. Un puerto en el río Liri con almacenes fomentaba el comercio entre los principales centros al norte de Aquinum y Casinum; Minturnae y la costa tirrena al sureste.
Existían tres complejos de baños termales, el mayor cerca del foro con una gran piscina encerrada en un pórtico de los siglos III-IV.
El yacimiento arqueológico ha sido muestreado mediante el uso de técnicas geofísicas (incluida la magnetometría). En 2017 se descubrió en las ruinas del teatro un antiguo reloj de sol con inscripciones donado por Marco Novio Tubulo después de su elección al cargo de tribuno de la plebe en Roma.
En diciembre de 2023, expertos en arqueología, principalmente de la Universidad de Cambridge anunciaron nuevos descubrimientos de un teatro techado, un mercado y un puerto fluvial.

## Otras ciudades conocidas como Interamna
Debe distinguirse de Interamna Praetuttianorum (Téramo) y de Interamna Nahartium (Terni). Una ciudad llamada Interamna Sucasina, que pudo estar cerca de Interamna Lirenas, no ha sido identificada con certeza.